# دكتوراه في العلوم

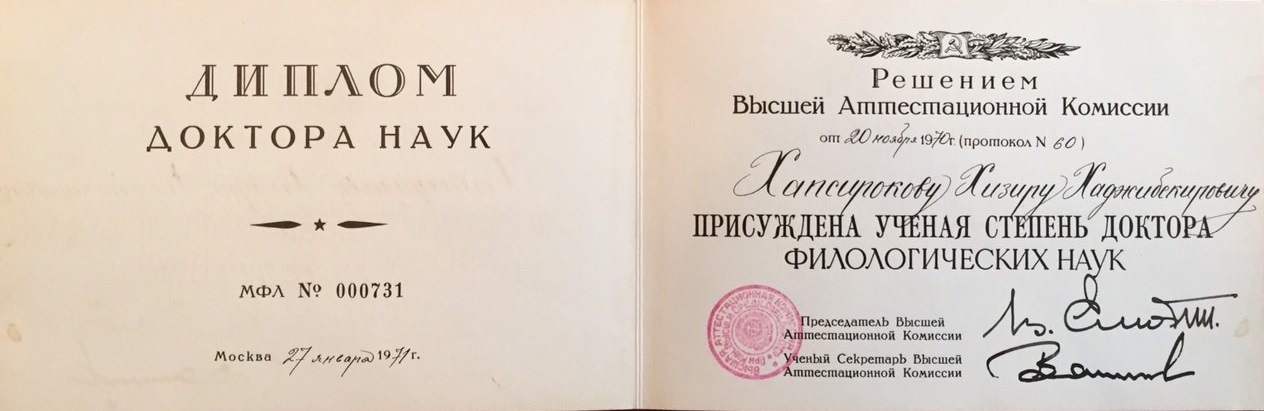

دكتوراه في العلوم (بالروسية: доктор наук) هو من أعلى درجة في الدكتوراه التي يحصل عليها المرشح للعلوم (يعدّ هذا الأخير بشكل غير رسمي في روسيا وغيرها من دول ما بعد الاتحاد السوفياتي ما يعادل لدكتوراه التي يتم الحصول عليها في البلدان التي تعدّ الدكتوراه ليست أعلى درجة علمية).

## تاريخها
وقد تم منح «دكتوراه نوك» "доктор наук" "доктор наук"درجة في روسيا في عام 1819، ثم ألغيت في عام 1917، وأعيد إحياؤها في الاتحاد السوفياتي في عام 1934. [1] اعتمد هذا النظام بشكل عام من قبل الاتحاد السوفياتي / روسيا والعديد من الدول بعد انهيار الاتحاد السوفيتي. وهناك درجة أقل، «المرشح للعلوم» (الكانديديات Nauk)، تقريبا ما يعادل الروسي لدرجة الدكتوراه البحثية في البلدان الأخرى، لأول مرة في اتحاد الجمهوريات الاشتراكية السوفياتية في 13 يناير، 1934، بقرار من مجلس مفوضي الشعب في الاتحاد السوفييتي).